# Pallacanestro Viola 2025-2026
Questa voce raccoglie le informazioni riguardanti la Pallacanestro Viola nelle competizioni ufficiali della stagione 2025-2026.

## Stagione
La stagione 2025-2026 della Pallacanestro Viola sponsorizzata Redel sarà la 7ª stagione disputata dalla sua rifondazione e la 3ª in Serie B Interregionale. La prima partita ufficiale della squadra sarà il 27 settembre.

## Maglie
Il fornitore ufficiale del materiale tecnico per la stagione 2025-2026 rimane  Erreà e disegnate dalla Gecosport.

## Organigramma societario
Dal sito internet della società.
Area dirigenziale
- Presidente: Carmelo Laganà
- General Manager: Fortunato Vita
- Club Manager: Domenico Porcino

Area tecnica
- Allenatore: Giulio Cadeo
- Assistente allenatore/All. U19: Sebastiano D'Agostino
- Assistente allenatore/All. U17: Stefano Scarpa
- Preparatore Atletico Prima Squadra: Marco Vitale
- Preparatore Atletico Giovanili: Alessandro Vitale

Area comunicazione
- Responsabile: Rossella Uslenghi
- Addetto Stampa: Giovanni Mafrici
- Fotografo: Fortunato Serranó

## Roster
Aggiornato al 28 luglio 2025.
| Pallacanestro Viola 2024-25 | Pallacanestro Viola 2024-25 |
| Giocatori                   | Staff tecnico               |
| --------------------------- | --------------------------- |

| N. | Naz.                 | Ruolo | Nome                  | Anno | Alt.   | Peso  |  |
| -- | -------------------- | ----- | --------------------- | ---- | ------ | ----- |  |
|    | Italia (bandiera)    | AG    | Uchenna Ani           | 2000 | 197 cm | 95 kg |  |
|    | Argentina (bandiera) | P     | Emanuel Fernandez (C) | 2002 | 185 cm |       |  |
|    | Nigeria (bandiera)   | G     | Joseph Paulinus       | 2002 | 189 cm | 85 kg |  |
|    | Italia (bandiera)    | G     | Vanni Laquintana      | 1991 | 180 cm |       |  |
|    | Italia (bandiera)    | A     | Mattia Zampa          | 1999 | 195 cm |       |  |
|    | Italia (bandiera)    | P     | Leonardo Clark        | 1997 | 183 cm |       |  |
|    | Italia (bandiera)    | C     | Leonardo Marini       | 1997 | 183 cm |       |  |
|    | Italia (bandiera)    | A     | Simone Fiusco         | 1999 | 198 cm |       |  |
|    | Italia (bandiera)    | A     | Edoardo Maresca       | 1998 | 201 cm |       |  |

| Allenatore                                                                                           |
| - Giulio Cadeo                                                                                       |
| Assistente/i                                                                                         |
| - Sebastiano D'Agostino - Stefano Scarpa Legenda - (C) Capitano - (IN) Inattivo - Infortunato Roster |

## Mercato

### Sessione estiva
| Acquisti | Acquisti         | Acquisti                   |
| R.       | Nome             | Modalità                   |
| -------- | ---------------- | -------------------------- |
| G        | Vanni Laquintana | Action Now Basket Monopoli |
| AP       | Mattia Zampa     | Power Salerno              |
| P        | Leonardo Clark   | Vasto Basket               |
| C        | Leonardo Marini  | Orlandina                  |
| A        | Simone Fiusco    | Mola New Basket            |
| AG       | Edoardo Maresca  | Esperia Cagliari           |

| Cessioni | Cessioni         | Cessioni          |
| R.       | Nome             | Modalità          |
| -------- | ---------------- | ----------------- |
| A        | Ilario Simonetti | Latina Basket     |
| C        | Giovanni Cessel  | Basket Barcellona |